# サイアミーズ・ドリーム
サイアミーズ・ドリーム（Siamese Dream）はスマッシング・パンプキンズの2枚目のスタジオ・アルバム。1993年にヴァージン・レコードよりリリース。2011年には、リマスター音源を収録したCD及びライブDVDなどの特典を含めたデラックス・エディションも発売された。

## 概要
1990年代当時のアメリカではニルヴァーナの2ndアルバム『ネヴァーマインド』の爆発的ヒットによって、グランジ、ひいてはオルタナティヴ・ロックの一大ムーブメントが隆盛を極めており、その流れに追随すべく製作されたのがこの『サイアミーズ・ドリーム』である。

## 製作背景
1991年にリリースしたデビューアルバムの『ギッシュ』は、本人たちの予想に反して思うように振るわず、ほぼ同時期にデビューし、対照的に大成功を収めたニルヴァーナを引き合いに、「ニルヴァーナの後追い」であると揶揄されることもあった。バンドにとっては「次のアルバムで名を上げる」ことが命題となっており、メンバー各々が強いプレッシャーを感じていた中で製作が行われた。

## 評価
ドリーム・ポップ、シューゲイザー、ヘヴィメタルなど、様々なジャンルの音楽を巧みに吸収し、昇華させたこのアルバムは、評論家のみならず、聴衆からも高い評価を受け、一躍スマッシング・パンプキンズの名を全米に響き渡らせた。
全世界で600万枚以上のセールスを記録したこのアルバムはスマッシング・パンプキンズを代表するアルバムとなり、『ローリング・ストーン誌が選ぶオールタイム・ベストアルバム500』では341位にランクインしている。

## 収録曲
- 全作詞：作曲：編曲 / ビリー・コーガン (#7,#9を除く)
  - (#7,#9) 作詞：作曲 / ビリー・コーガン,ジェームス・イハ

1. 天使のロック Cherub Rock - 4:58
2. クワイエット Quiet - 3:41
3. トゥデイ Today - 3:19
4. ハマー Hummer - 6:57
5. ロケット Rocket - 4:06
6. 武装解除 Disarm - 3:17
7. ソマ Soma - 6:39
8. 奇人U.S.A Geek U.S.A - 5:13
9. マヨネーズ Mayonaise - 5:50
10. 宇宙少年 Spaceboy - 4:28
11. シルヴァーファック Silverfuck - 8:43
12. スウィート・スウィート Sweet Sweet - 1:38
13. ルナ Luna - 3:20
14. ピスアント Pissant - 2:31（日本盤のみのボーナストラック）

## 参加アーティスト
スマッシング・パンプキンズ
- ビリー・コーガン – ボーカル, リードギター, ベース, メロトロン（#10）, ストリングス, プロデュース, ミキシング
- ジェームス・イハ – リズムギター, コーラス
- ダーシー・レッキー – ベース, コーラス
- ジミー・チェンバレン – ドラム

追加ミュージシャン
- マイク・ミルズ – ピアノ（#7）
- エリック・レムシュナイダー – ストリングス及びチェロ（#6,#13）
- デイヴィッド・ラグスデイル – ストリングス及びバイオリン（#6,#13）

スタッフ
- ブッチ・ヴィグ – プロデュース, エンジニアリング, ミキシング, ストリングス
- ジェフ・トメイ – エンジニアリング
- ティム・ホルブルック – 特殊技術
- アラン・モウルダー – ミキシング
- ハウィー・ウェインバーグ – マスタリング
- レン・ペルチャー – 美術監督
- スティーヴ・Ｊ・ガーデス – ジャケットデザイン
- メロディー・マクダニエル – ジャケット写真
- ボブ・ラドウィグ – マスタリング (リマスター盤)[8]

## ジャケット写真
2011年2月18日、ビリー・コーガンはツイッターで「俺らのベース・プレーヤー、ニコール（ニコール・フィオレンティーノ）が、『サイアミーズ・ドリーム』のカヴァーの女の子の1人だと認めた」「彼女は、バンドに入れてもらえないかもしれないから俺らに知らせたくなかったと言っていた」と発言している。
ただしこの写真はジャケット用に撮影されたものだと言われており、1993年当時に13-14歳であったフィオレンティーノの年齢とは合わないとの話も出ている。このため、『ローリング・ストーン』誌などはジャケットの写真の子があまりにもフィオレンティーノに似ていたので、コーガンがふざけて発言したのではないかと推測している。